# Полидор (сын Кадма)
Полидор (др.-греч. Πολύδωρος) — персонаж древнегреческой мифологии, сын Кадма и Гармонии. Муж Никтеиды, отец Лабдака.
Согласно «Описанию Эллады» Павсания, стал царём после Кадма, когда тот, отказавшись от престола, удалился в Иллирию. По другой версии мифа, изложенной в «Деяниях Диониса» Нонна, после Кадма престол захватил Пенфей, сын Агавы и племянник Полидора, а сам Полидор был отправлен в изгнание. В «Вакханках» Еврипида существование Полидора полностью игнорируется, и Кадм жалуется, что у него нет наследника мужского пола. Псевдо-Аполлодор попытался объединить обе традиции, и в его версии Пенфей наследует Полидору.
Согласно Павсанию, Полидор умер, когда его сын Лабдак был ещё ребёнком, и перед смертью доверил опеку над мальчиком своему тестю Никтею; после смерти Никтея опекуном Лабдака стал Лик, который передал Лабдаку власть, когда тот вырос.